# Puck Fair

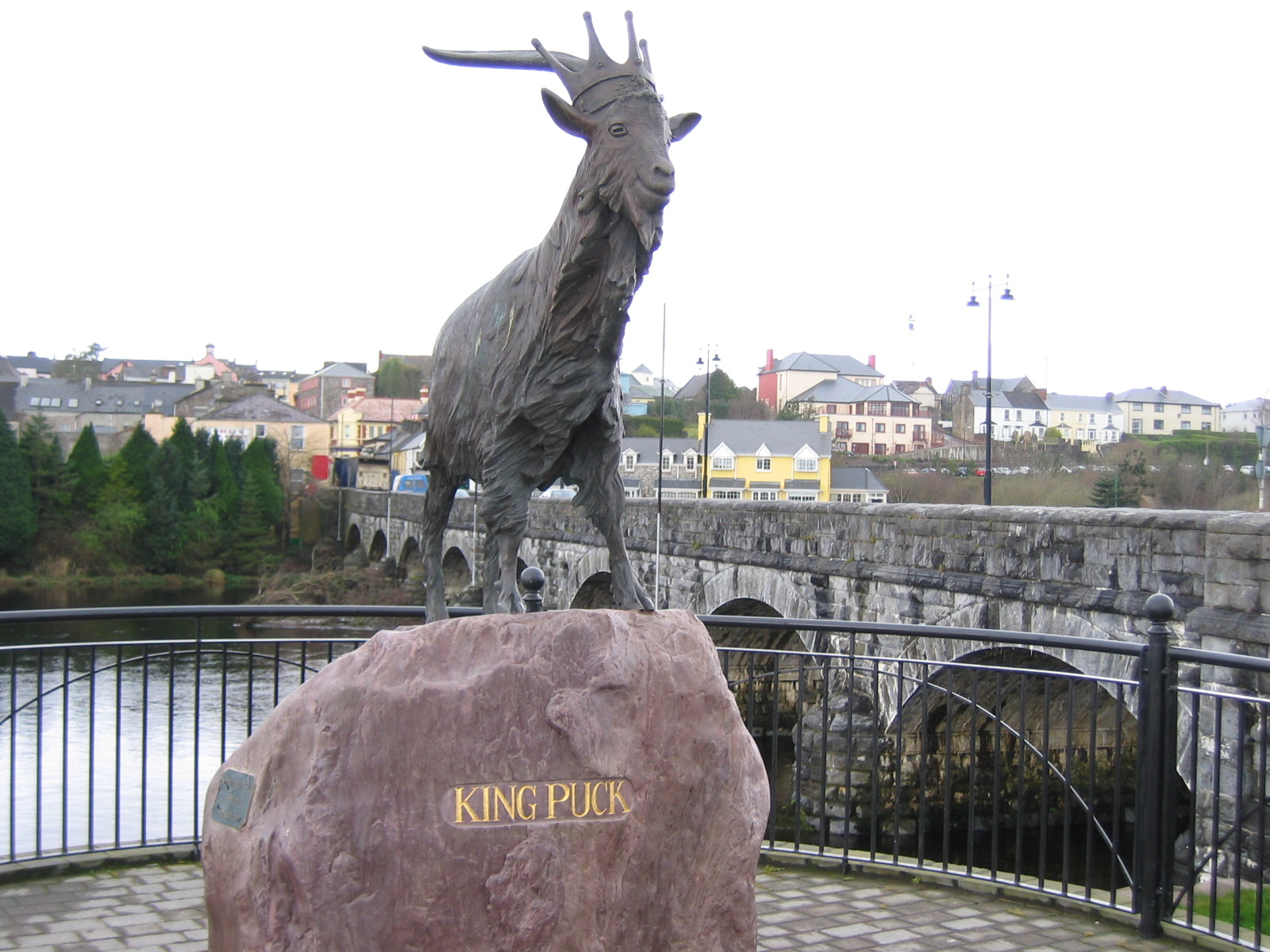
Bronzestatue des King Puck

Puck Fair (irisch Aonach an Phoic, deutsch: Messe (oder: Fest) des Ziegenbocks) ist das wohl älteste und größte Volksfest Irlands in Killorglin (County Kerry). Es findet jedes Jahr vom 10. bis zum 12. August statt. Die Tage tragen die Beinamen The Gathering („die Zusammenkunft“) am 10. August, Fair Day („Markttag“) am 11. August und Scattering Day („Zerstreuungstag“) am 12. August.

## Das Fangen der Bergziege und seine Krönung
In den Hängen des Macgillycuddy’s Reeks wird nach der Tradition ein wilder Ziegenbock gefangen. Dieser Ziegenbock wird am 10. August von der ältesten Jungfrau von Killorglin zum König von Killorglin gekrönt. Dabei wird in der Regel das älteste Mädchen der örtlichen Grundschulklasse als Jungfrau gewählt. Der Ziegenbock blieb zuvor die vollen drei Tage angekettet auf dem Fest. Inzwischen wird er lediglich zu den Zeremonien gezeigt und bleibt nur wenige Stunden am Ort.

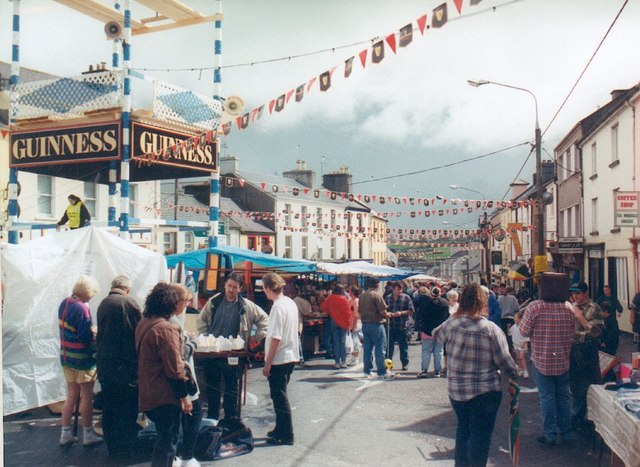
Puck Fair in Killorglin (1996)

## Geschichte
Die heutige Festivität ist zwischen 1649 und 1653 entstanden. Urkundlich erwähnt wird der Puck Fair aber bereits in einer Urkunde von 1613, in der Jakob I. dem Ort die Marktrechte zubilligte.
Phuca ist eine mythologische Figur, sodass das Fest schon auf eine vorchristliche Tradition zurückblicken kann. Parallelen bestehen zum Lughnasadh, sodass davon auszugehen ist, dass es sich um heidnische Feiern der Fruchtbarkeit handelt.

## Markttage
Das Volksfest ist mit Markttagen verbunden. Am ersten Tag (10. August) findet ein Pferdemarkt und am zweiten (11. August) ein Rindermarkt statt. Die Straßen sind in diesen Tagen zahlreiche Straßenhändler im Ort. Zahlreiche Bühnen und Straßenmusiker sorgen für die Unterhaltung.

## Trivia
Frederick Robert Higgins (1896–1941) schrieb ein Gedicht zum Puck Fair. Das Gedicht wurde vertont von Elizabeth Maconchy und als Ballet von Cepta Cullen 1941 choreographiert.
Die Komponistin Joan Trimble (1915–2000) schuf 1951 ein Werk namens Puck Fair für zwei Klaviere.
Der Musiker Christy Moore widmete King Puck 1993 ein Album.